# Kateřina Smejkalová
Kateřina Smejkalová (* 25. února 1983 Šternberk) je česká modelka, vítězka České Miss 2005.
Od roku 2009 žila se svým přítelem Radkem Krásným v kanadském Torontu. Pracuje v modelingové sféře, působí jako Fashion Consultant pro Mexx Canada a v roce 2010 se podílela na organizaci 1. ročníku Miss Czech Slovak Canada. V červnu 2019 se vdala za Martina Cinoltera.